# .pe
.pe ist die länderspezifische Top-Level-Domain (ccTLD) des Staates Peru. Sie wurde am 25. November 1991 eingeführt und wird organisatorisch beziehungsweise technisch von der Red Cientifica Peruana mit Hauptsitz in Lima verwaltet.

## Eigenschaften
Insgesamt darf eine .pe-Domain zwischen einem und 63 Zeichen lang sein und nur alphanumerische Zeichen enthalten. Zwar unterstützt die Vergabestelle offiziell zahlreiche Sonderzeichen aus dem Spanischen, jedoch ist diese Funktion bei praktisch keinem Domain-Registrar nutzbar. Die Bestellung einer .pe-Domain steht jeder natürlichen oder juristischen Person offen, ein Wohnsitz beziehungsweise eine Niederlassung im Land sind nicht notwendig. Die Registrierung wird vollständig automatisiert abgewickelt und benötigt in der Regel zwischen zwei und vier Tagen. Neben der Top-Level-Domain .pe können Adressen auch unterhalb von .com.pe (für Unternehmen) und anderer Subdomains bestellt werden.

## Bedeutung
Bis zum Jahr 2007 konnten nur derartige Third-Level-Domains angemeldet werden, erst im November des Jahres hat die Vergabestelle die strengen Kriterien gelockert. Seitdem ist es (wie bei den meisten anderen ccTLDs auch) problemlos möglich, den Inhaber einer .pe-Domain zu wechseln oder bestimmte zuvor gesperrte Begriffe zu verwenden. Zum Zeitpunkt der Liberalisierung waren nur etwa 17.000 Domains unterhalb von .pe vorhanden, weshalb die Top-Level-Domain im internationalen Vergleich eher unbedeutend ist. Die Domain wird teils zweckentfremdet für Kapitalgesellschaften, da die Abkürzung PE für Private Equity steht.
Die teuerste jemals verkaufte .pe-Domain war casino.pe. Sie hat im Jahr 2011 für einen Betrag von 8.000 US-Dollar den Inhaber gewechselt.